# Archivo y Biblioteca Nacionales de Bolivia
El Archivo y Biblioteca Nacionales de Bolivia (ABNB) es una institución nacional dependiente de la Fundación Cultural del Banco Central de Bolivia (FCBCB), que preserva la documentación histórica y bibliográfica de Bolivia desde el período colonial al contemporáneo. Contiene alrededor de 800.000 unidades documentales biblio-hemerográficas.
Al año 2023 se tiene previsto iniciar la construcción de un nuevo edificio del ABNB, en la zona de Pata Lajastambo del municipio de Sucre, en la capital de Bolivia.

## Estructura
La institución está compuesta por la Biblioteca Nacional de Bolivia y el Archivo Nacional de Bolivia, que fueron fusionados en el Repositorio Nacional en 1935 dependiente del Ministerio de Educación y Cultura de Bolivia, desde el año 1986 pasa a tuición del Banco Central de Bolivia (BCB), en 1995, por Ley de la República, asigna la administración a la Fundación Cultural del Banco Central de Bolivia (FCBCB).

## Biblioteca Nacional de Bolivia
En julio de 1825, Andrés de Santa Cruz propuso a Antonio José de Sucre, establecer una biblioteca pública en Chuquisaca (actual Sucre). El 23 de julio de 1825 fue creada la Biblioteca Pública de Chuquisaca, y el Mariscal de Ayacucho nombró a Agustín Fernández de Córdoba como primer director y bibliotecario de ésta, junto con tres funcionarios. Los futuros gobiernos motivaron la creación y el funcionamiento de las bibliotecas, y en particular, la Biblioteca Nacional de Bolivia. En 1844 el decreto denominado "Ereccional" obligó a las bibliotecas a que se suscriban a revistas de literatura, política, industria y comercio, para formar colecciones de todos los diarios oficiales de la República en las publicaciones oficiales.

## Archivo Nacional de Bolivia
En el gobierno de Narciso Campero se creó el “Archivo general de la nación el de la antigua Audiencia de Charcas”, con una Ley de la República promulgada el 18 de octubre de 1883. Unos meses más tarde, el 28 de noviembre de 1898, el presidente Severo Fernández Alonso, promulgó una Ley ratificando la ley anterior y asignando el nombre de “Archivo General de la Nación”.

## Repositorio Nacional
El Repositorio Nacional del Archivo y Biblioteca Nacionales de Bolivia, conserva las siguientes colecciones:
- Biblioteca Boliviana de Gabriel René Moreno

## Gabriel René Moreno
Gabriel René Moreno contribuyó en reunir y trasladar a la Biblioteca Nacional de Bolivia, documentación dispersa en varios repositorios y también contribuyó en la creación del Archivo Nacional de Bolivia. Desde 1874 recopiló una gran cantidad de documentos históricos de la antigua Real Audiencia de Charcas, junto a ellos conformo una colección personal de más de 3000 obras llamada Biblioteca boliviana que después fue donada al Archivo y Biblioteca Nacionales de Bolivia.

## Gunnar Mendoza
Gunnar Mendoza organizó el Archivo Nacional de Bolivia y fue el director del Archivo y Biblioteca Nacional, durante 50 años, desde 1944 a 1994.